# Harrison Ngau Laing
Harrison Ngau Laing, est un environnementaliste Dayak du Sarawak en Malaisie.

## Biographie
Harrison Ngau Laing est membre de la communauté de la triby  Dayak Kayan. En 1980, la tribu Dayak Penan, est menacée par la déforestation. Ngau envoie des lettres et des pétitions auprès du gouvernement malaisien pour demander leur protection. Ce qui lui vaut d'être mis en prison pendant 2 mois en 1987..
En 1990 il est élu au Parlement et défend la cause des communautés indigènes du Sarawak. 

## Prix Goldman de L'Environnement
Harrison Ngau Laing est l'un des six lauréats 1990 du Prix Goldman de l'Environnement.